# 王荐 (元朝)
王荐，字希贤，元朝福宁（治今福建霞浦县）人。
王荐性情孝顺好义。他的父亲病重，他夜间祈祷于天，愿减自己年寿来增加父寿。后其父病愈，又活了十二年。母亲患有渴病，想吃瓜。当时是冬月，在乡村找不到，走到深山，找到两颗瓜回去给母亲。其兄王孟韐早亡，嫂子林氏改嫁刘仲山。刘仲山曾经把田地卖给王荐，刘仲山死后，无钱安葬，也没有儿子，家族因其贫穷，也没有愿意当他的后嗣的。王荐于是以田归还，使置后嗣，治办葬事。他出钱帮助无力安葬亲人的贫民。至大四年（1311年），当地旱灾，他尽出储粟赈济。福建宣慰司上奏他的事迹，王荐被朝廷表彰。